# Cybaeus magnus
Cybaeus magnus är en spindelart som beskrevs av Takeo Yaginuma 1958. Cybaeus magnus ingår i släktet Cybaeus och familjen vattenspindlar. Inga underarter finns listade i Catalogue of Life.